# Slesar i Kantsler
Slesar i Kantsler (ryska: Слесарь и Канцлер, fritt översatt Låssmeden och kanslern) är en sovjetisk stumfilm från 1923, regisserad av Vladimir Gardin och Olga Preobrazjenskaja.
Filmen är baserad på Anatolij Lunatjarskijs pjäs med samma namn.

## Rollista i urval
- Ivan Chudolejev – kejsaren av Nordland
- Nikolaj Panov – kansler von Turau
- Nina Tairova – kanslerns fru
- Vladimir Gardin – Gammer
- Oleg Maksimov – Frantz Stark, låssmeden
- Vladimir Maksimov – Frank Frey, advokat [5]